# Camponotus sylvaticus
Camponotus sylvaticus är en myrart som först beskrevs av Olivier 1792.  Camponotus sylvaticus ingår i släktet hästmyror, och familjen myror.

## Underarter
Arten delas in i följande underarter:
- C. s. basalis
- C. s. paradichrous
- C. s. sylvaticus